# Lilla Harrie
Lilla Harrie – miejscowość (tätort) w Szwecji, w regionie administracyjnym (län) Skania, w gminie Kävlinge.
Według danych Szwedzkiego Urzędu Statystycznego liczba ludności wyniosła: 391 (31 grudnia 2015), 373 (31 grudnia 2018) i 378 (31 grudnia 2019).